# Ларуш, Линдон
Ли́ндон Хермайл Лару́ш-младший (англ. Lyndon Hermyle LaRouche, Jr; 8 сентября 1922 года — 12 февраля 2019 года) — американский экономист и политический активист, основатель нескольких политических организаций, называемых также движением Ларуша. Выставлялся кандидатом на восьми президентских выборах в США с 1976 года, один раз от Рабочей партии США и 7 раз в качестве «кандидата в кандидаты» от Демократической партии. В последнее время занимался философией.
В 1989 году Ларуш был приговорён к 15 годам лишения свободы по обвинению в мошенничестве и уклонении от уплаты налогов. В 1994 году досрочно освобождён.
Работал в качестве директора и пишущего редактора в службе новостей Executive Intelligence Review, части движения Ларуша. Много писал на экономические, научные и политические темы, а также про историю, философию и психоанализ.
Перед мировым экономическим кризисом, начавшимся в 2008-м году, Ларуш предупреждал о кризисе финансовой системы, построенной на долларе. Об этом он, в частности, заявлял в интервью в мае 2007-го года во время визита в Россию.
12 августа 2010 г. Ларуш заявил о начале «новой, заключительной стадии процесса крушения финансовой системы».

## Ранний период жизни
Ларуш — сын Линдона Г. Ларуша-старшего (1 июня 1896 — декабрь 1983) и Джессики Ленор Уэйр (12 ноября 1893 — август 1978), родился 8 сентября 1922 года в городе Рочестер, штат Нью-Гэмпшир, старший из трёх детей. Посещал начальную школу School Street до 1936, когда семья переехала в г. Линн, Массачусетс, после того, как его отец, иммигрант из Квебека, продавец обуви в United Shoe Machinery Corporation в Рочестере, начал заниматься бизнесом в качестве «технолога и международно активного консультанта в отрасли обувных изделий». Ларуш вырос в среде французского и немецкого языков, разумеется владея английским.
По словам его биографа, Денниса Кинга, Ларуш описывал себя как «непослушного ребёнка, нельзя сказать, что гадкого утёнка, но противного». Кинг пишет, что Ларуш научился читать в пять лет и другие дети в школе называли его Головастиком. Его травили после того, как его родители, оба квакеры, сказали ему, что ни при каких обстоятельствах не должен драться с другими детьми, даже для самозащиты. Этот совет привёл к «годам в преисподней», в результате чего он проводил много времени в одиночестве, долго гулял и искал утешения в работах Декарта, Лейбница и Канта.
Ларуш поступил в Северо-восточный университет в Бостоне, но был отчислен в 1942 за неуспеваемость. Как квакер, он сначала отказался от военной службы как пацифист во время Второй мировой войны, был зачислен в Гражданскую общественную службу, а в 1944 служил в медицинских подразделениях армии США в Индии и Бирме.
В это время он прочитал работы К. Маркса и стал марксистом. Во время возвращения из Индии на корабле в 1946 Ларуш встретился с солдатом из его же города Линна Доном Меррилом, под влиянием которого стал троцкистом. В США Ларуш попытался продолжить образование в Северо-восточном университете, надеясь получить образование физика, но опять был отчислен из-за того, что он называет академическим «филистёрством».

## Ларуш и троцкизм
В 1948 году отчисленный из университета Ларуш вернулся в Линн, где начал регулярно посещать собрания местного отделения Социалистической рабочей партии (СРП) США. Спустя год, записавшись под псевдонимом Лин Маркус, он вступил в её ряды. В автобиографии он пишет: «Из тех членов СРП, с которыми мне приходилось встречаться, никто ничего не смыслил ни в экономике по Марксу, ни в марксистской методике». В СРП, по его словам, его привели заверения кандидата в вице-президенты от этой партии, Грэйса Карлсона, в том, что «это движение открыто к восприятию новых идей, с которыми (он) себя отождествлял».
Ларуш начал работать в Нью-Йорке как консультант по менеджменту. Работа заключалась в консультировании частных фирм по вопросам внедрения компьютеров для оптимизации эффективности и наращивания производительности труда.
В 1954 году он женился на Дженис Нойбергер, также члене СРП, в 1956 году у них родился сын. В 1961 году они поселились в просторной[значимость факта?] квартире на Манхэттене. Ларуш уделял минимальное внимание своим партийным обязанностям и был всецело поглощён профессиональной карьерой. В 1963 году он расстался со своей женой.
В 1964 году состоя членом СРП, он стал сотрудничать с отторгнутой партийным большинством фракцией «Революционная тенденция» и находился под влиянием лидера британского троцкизма Джерри Хили, председателя британской Социалистической трудовой лиги. Полгода тесно сотрудничал с Тимом Вулфортом, крупным распространителем идей Джерри Хили в США. По словам последнего:

У Ларуша было колоссальное эго. Считая себя невесть каким гением и ни на йоту не сомневаясь в своих великих талантах, он с высокомерием относился к высшему сословию Новой Англии. Утверждал, что фраза из «Манифеста коммунистической партии» об «отколовшемся от правящих классов и присоединившемся к рабочим островке» описывает именно его. Был убеждён в том, что, заполучив такого деятеля как он, рабочий класс весьма выиграл. Обладая удивительной способностью видеть актуальные события в мире в более широком масштабе нежели окружающие, умел придавать им дополнительный смысл, однако рассуждал схематично, фактически необоснованно и поверхностно. Нередко противоречил самому себе. Слишком уж часто попадал не в бровь, а в глаз, и у меня то и дело возникало ощущение, что из-за живости ума он постоянно подавляет в себе бурный поток самоуверенности. Заседания с его участием напоминали салонную игру: вы задаёте вопрос — не важно какой, можно даже самый глупый, — и он тут же выстреливает готовый ответ, даже не моргнув глазом по поводу его фантастичности.

В 1965 году Ларуша исключили из СРП.
В 1965 году Ларуш расстался с единомышленниками Тима Вулфорта и вступил в отделившуюся от них фракцию «Лига Спартака». Покинув и её спустя всего несколько месяцев, он заявил, что ни одна из фракций троцкистского Четвёртого интернационала не является более жизнеспособной, а потому он намерен вместе со своим партнёром Кэролом Лараби (он же Кэрол Шницер) организовать Пятый интернационал.
В 1966 году они основали «Комитет за независимые политические действия» (КНПД), коалиционное объединение «новых» и «старых» левых, выдвинувшее независимых кандидатов-пацифистов на нью-йоркских муниципальных выборах, со штабом в манхэттенском районе Вест-Виллидж.

## Образование Рабочих комитетов
В Свободной школе Нью-Йорка Ларуш начал преподавать диалектический материализм и собрал вокруг себя группу студентов из Колумбийского университета и Городского Колледжа Нью-Йорка, многие из которых участвовали в маоистской Прогрессивной рабочей партии (ПРП), широко известной в движении Студенты за демократическое общество (СДО). В версии автобиографии от 1988 году Ларуш пишет, что он не был на самом деле марксистом, когда он читал лекции в Свободной школе, но он использовал своё знание марксизма для отвлечения студентов от контркультуры новых левых. Это утверждение противоречит автобиографии в работе 1974 года, где он описывает себя упорным марксистским революционером с 1945 года.
Однако то, чему Ларуш учил в конце 1960-х годов, несколько отличалось от ортодоксального марксизма, сочетая доктрину о классовой борьбе с упором на опасности паразитного финансового капитала в отличие от промышленного. Дальше он продолжит этот упор, избегая в основном марксистской терминологии.
Последователи Ларуша широко участвовали в протестном выступлении студентов Колумбийского университета в 1968 году, и попытались получить контроль над университетским отделениями СДО и ПРП. Они выступали за союз студентов-активистов со слоями населения. Целью было получить контроль в отделении СДО, главной группе активистов Колумбийского университета и выстроить политический альянс между студентами, местными гражданами, организованными трудовыми коллективами и работниками Колумбийского университета.
Ларуш создал свою фракцию в Колумбийском СДО, которая соревновалась с 'action faction' (будущими Weather Underground Organization) и с 'praxis axis' (которая рассматривала студентов как авангард будущей революции). Также была создана фракция «Трудового комитета СДО», которая завоевала сильное влияние в Филадельфии. Ларуш критиковал СДО и новых левых в целом за участие в нелюбимой им контркультуре, и за пренебрежение работой с профсоюзами. Волфорт посещал собрания Ларуша в этот период и писал:
20-30 студентов собирались в большой квартире и сидели на полу вокруг Ларуша, отрастившего пышную бороду. Заседание иногда длилось по 7 часов. Было трудно сказать, где дискуссия отходила от тактики и начиналось образование.
После изгнания в 1969 году из СДО за поддержку забастовки учителей Нью-Йорка, Трудовой комитет СДО стал Национальным собранием Трудовых Комитетов (НСТК, англ. National Caucus of Labor Committees, NCLC), продолжая функционировать в некоторых отделах СДО вне Нью-Йорка. В последующие годы, согласно Деннису Кингу, внутренняя жизнь собрания стала сильно регулироваться. Члены бросали работу и личную жизнь и полностью подчинялись группе и её лидеру. Движение развивалось как техника самодисциплины, «отрицание эго».

## «Операция зачистка»

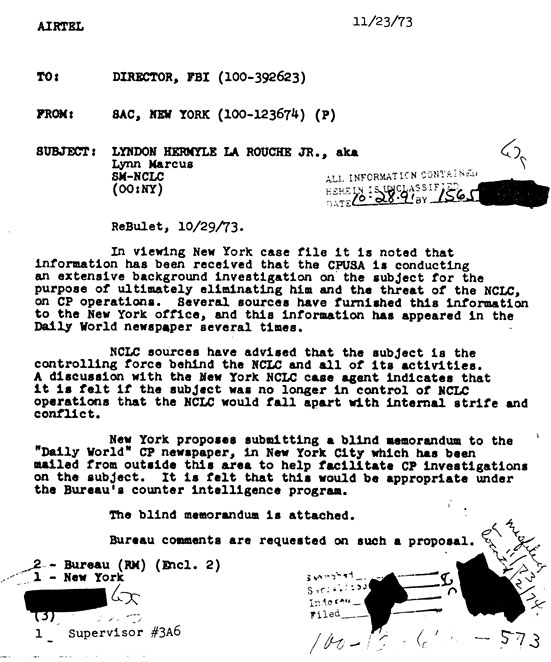
Документ ФБР, относящийся к программе COINTELPRO, в котором обсуждается анонимное содействие ФБР Коммунистической партии США в политической борьбе против Ларуша

В 1973 году, согласно некоторым статьям, Национальное собрание трудовых комитетов (НСТК) под руководством Ларуша перешло к применению насилия. Согласно Village Voice, члены НСТК избивали членов Коммунистической партии США, Социалистической рабочей партии, а также членов других групп, классифицированных Ларушем как «левые протофашисты». Согласно New York Times, они били членов компартии на улицах, используя нунчаки. Ларуш называл эти нападения «операцией зачистка».

## «Эго-стриптиз»
Летом 1973 года Ларуш объяснил своим последователям в НСТК, что они должны взглянуть в лицо своим психосексуальным страхам, чтобы стать более эффективными. В своей работе «Сексуальная импотенция Пуэрто-риканской социалистической партии» Ларуш превозгласил, что «сексуальная импотенция является основной причиной политической импотенции левых». Чтобы обрести сексуальную потенцию, левым следовало победить свой страх и сексуальное влечение к своим садистическим матерям.
В работе «В глубинах психоанализа» Ларуш доказывал, что буржуазная составляющая личности пролетария должна быть содрана, чтобы оголить нечто, что Ларуш назвал «маленький я». Из этого состояния можно будет создать новую личность, построенную на стержне социалистической идентичности. Этот ритуал, который Ларуш назвал «эго-стриптизом», состоял в том, что каждый из его последователей подвергался словесным личным нападкам и критике со стороны всей группы до тех пор, пока у него не наступал психологический срыв. Ларуш объяснял, что в этот момент «происходит скачкообразное изменение личности; группа наблюдает, как настоящая личность вырывается на свободу, подобно тому, как это происходит после употребления наркотиков; личность получает контроль над собой и над своим эго-состоянием». Ларуш описывал этот процесс как «акт социальной любви».
Добровольцы для этого процесса выбирались Ларушем лично. В других левых группах выбирались те члены, которые не оправдали доверия и неудовлетворительно выполнили какие-либо поручения. Кристина Берл, впоследствии покинувшая движение, описывала этот процесс как «чистый психологический террор».

## Участие в президентских выборах
Ларуш выставлялся кандидатом на восьми президентских выборах в США с 1976 года, один раз от Рабочей партии США и 7 раз в качестве «кандидаты в кандидаты» от Демократической партии.
В 1977 году вторично женился. Его жена, Хельга Цепп, была ведущей активисткой в немецкой ветви движения. В 1984 году она основала Институт Шиллера.

## Философия Ларуша
Ларуш выступал с резкой критикой философии постиндустриального общества. Он полагал, что реализация этой философии приведёт к деградации общества как в экономическом, так и в моральном отношении. Ларуш подверг критике и идеологию глобализации. Он придерживался мнения, что под видом глобализации будет происходить разрушение производительных сил и внутренних рынков в сиюминутных интересах мировой финансовой элиты.

## Суд и тюрьма
16 декабря 1988 года Ларуш был признан виновным в сговоре с целью совершения мошенничества с использованием почты и нарушения налогового законодательства. Его обвиняли в том, что он получал займы от своих сторонников (убеждая их, что вкладывать деньги в его организацию надёжнее, чем в банк) и не возвращал их. Кроме того, Ларуша обвиняли в неуплате налогов с сумм, которые его организация тратила на его личные нужды. Ларуш был приговорён к 15 годам тюрьмы.
Адвокат Ларуша Рамсей Кларк, бывший генеральный прокурор США, утверждал, что дело было беспрецедентным злоупотреблением властью со стороны правительства США в попытках уничтожить организации Ларуша. Ларуш считает, что обвинения против него были составлены с участием Эдгара Гувера и Генри Киссинджера.
Ларуш продолжал свою политическую деятельность из-за решётки до своего освобождения условно-досрочно 26 января 1994 года.

## Оценки
Основным направлением мысли Ларуша является анализ современной политики и экономики в её скрытых сторонах.
Некоторые российские экономисты называют Ларуша автором двух важных долгосрочных экономических прогнозов. В 1959-60 годах он предсказал кредитно-денежные потрясения, результатом которых стало крушение Бреттон-Вудской системы. Второе предсказание касается системного кризиса капитализма после отмены Бреттон-Вудской системы, к которому политика США и других западных стран привела в 2008 году, а первым предвестником был биржевой крах в США в октябре 1987 года. На методологическом семинаре ФИАН он был расценён как «один из самых выдающихся самобытных мыслителей XX века», хотя часть его выводов критиковалась. В частности, по мнению Г. Г. Пирогова, Ларуш недооценивает объективные экономические и политические процессы. Российский историк Андрей Фурсов считает большинство выводов Ларуша верными.
Критики, в том числе советские журналисты и писатели, называли Ларуша экстремистом, автором теорий заговора, лидером политического культа, фашистом и антисемитом. Историк Андрей Фурсов расценивает эти обвинения как не имеющие под собой никаких оснований и называет их политиканством.
Фонд «Наследие» заявил, что он «лидер одной из самых странных политических групп в истории США».
В 1984 году аналитическая организация Ларуша была описана бывшим кадровиком Совета национальной безопасности США Норманом Бэйли как «одна из лучших частных разведслужб в мире».
Российский историк Андрей Фурсов называет обвинения Ларуша в фашизме, расизме и антисемитизме абсолютно неверными.
Он считает, что Ларуша обвиняют в фашизме только за то, что тот критикует демократическую систему Запада. Интересно, что несмотря на политическое преследование и даже тюремное заключение, Линдон Ларуш пользуется поддержкой части американского истеблишмента.